# (6157) Prey
(6157) Prey (1991 RX2) – planetoida z pasa głównego asteroid okrążająca Słońce w ciągu 3,78 lat w średniej odległości 2,43 j.a. Odkryta 9 września 1991 roku.